# Shkumbin
Shkumbin je rijeka u središnjem dijelu Albanije, koja utječe u Jadransko more. Rijeka se smatra linijom koja razdvaja dvije glavne skupine albanskih jezika: toskijsku i gegijsku.
Rijeka izvire u planinama jugozapadno od jezera Ohrid, u jugozapadnom dijelu okruga Pogradec. Shkumbin teče prema sjeveru, pa prema sjeverozapadu kroz Qukës, Librazhd, gdje mijenja smjer prema zapadu, te protječe kroz Polis, Elbasan, Cërrik, Peqin i Rrogozhinë. Ulijeva se u Jadransko more sjeverozapadno od Divjakë.